# Jasuši Nagao
Jasuši Nagao (長尾 靖, Nagao Jasuši, 20. května 1930, Tokio – 2. května 2009) byl japonský fotograf a držitel ocenění Pulitzer Prize.

## Životopis
Nagao se stal známým díky své fotografii Otoja Jamagučiho, který zavraždil politika japonské socialistické strany Inedžira Asanumu. V té době byl Nagao kameramanem pracujícím pro Mainiči Šimbun. Jeho editor Hisatake Abo, mu řekl, aby dokumentoval debatu v Hibija Hall. Když Jamaguči napadl Asanumu, Nagao změnil zaostření z deseti stop (3 m) na patnáct (4,5 m).
Nagao vyhrál Pulitzerovu cenu z roku 1961 a cenu World Press Photo roku 1960. Druhé ocenění umožnilo Nagaovi cestovat ve velké míře do zahraničí, což bylo pro většinu Japonců v té době nemožné.
Nagao opustil noviny v roce 1962 a stal se fotografem na volné noze.
Nagao byl objeven zhroucený se ve své koupelně dne 2. května 2009. Předpokládá se, že zemřel přirozenou smrtí.

## Galerie

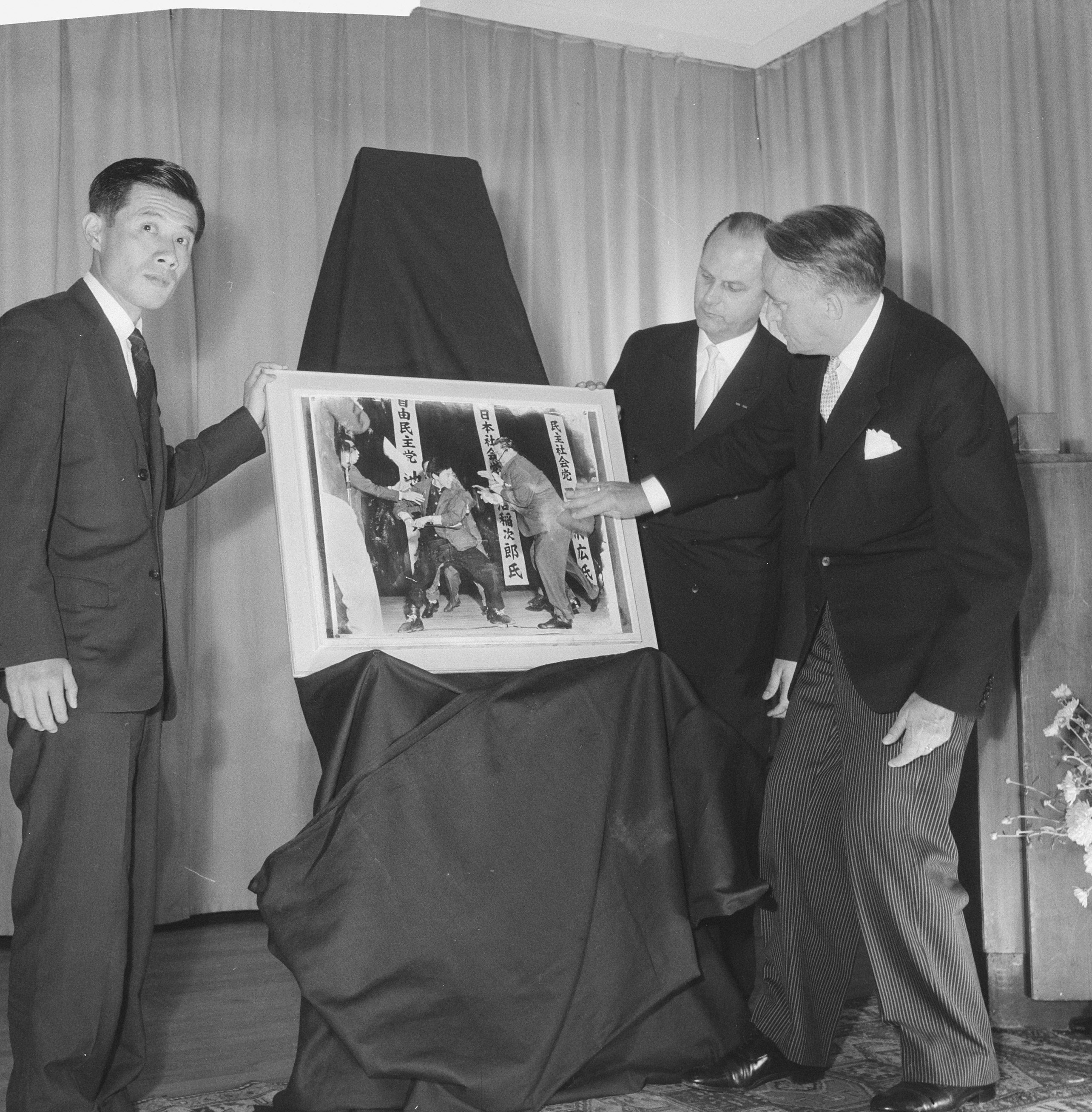
World Press Photo 61 Commissaris van de Koningin Klaasesz a Jasuši Nagao